# Технически колеж (Благоевград)
Техническият колеж в Благоевград е създаден през 1986 г. От 1997 г. е включен в структурата на Югозападния университет „Неофит Рилски“. Намира се на адрес: Благоевград 2700, улица „Иван Михайлов“ № 56.

## Катедри
- Машиностроителна и текстилна техника и технологии
- Електронна и комуникационна техника и технологии

## Обучение
В колежа се провежда обучение по следните специалности:
- Машиностроене и уредостроене
- Електроника
- Комуникационна техника и технологии
- Моделиране, технологии и мениджмънт в шевното производство

Студентите се обучават в редовна форма и придобиват образователно-квалификационна степен професионален бакалавър.